# Isabell Hülsen
Isabell Hülsen (* 1973 in Düsseldorf) ist eine deutsche Journalistin. Seit 2024 ist sie Chefredakteurin des Manager Magazins.

## Werdegang
Hülsen schloss 2001 ein Magister-Studium in Politikwissenschaft, Geschichte und Journalistik an der Universität Hamburg ab. Ihre berufliche Laufbahn begann sie bei der Financial Times Deutschland. 2007 wechselte sie in das Wirtschaftsressort des Spiegel, das sie von 2019 bis 2024 gemeinsam mit Markus Brauck leitete. Hülsen übernahm zum 1. Mai 2024 die Chefredaktion der Wirtschaftszeitschrift Manager Magazin.
Hülsen gehörte 2019 der Jury des „Deutschen Journalistenpreises - Wirtschaft Börse Finanzen“ an.

## Auszeichnungen
- für die Titelgeschichte „Ein krankes Haus“ über die Asklepios Kliniken[4]
- Otto-Brenner-Preis 2017[5]
- Journalistenpreis der Deutschen Chirurgen 2017[6]
- Deutscher Sozialpreis 2017[7]
- Helmut-Schmidt-Journalistenpreis 2020 zusammen mit Kristina Gnirke für Der Feind an meinem Bett.[8]
- Stern-Preis 2022 in der Kategorie Geschichte des Jahres gemeinsam mit Daniel Drepper, Marcus Engert, Alexander Kühn, Katrin Langhans, Juliane Löffler, Martin U. Müller, Anton Rainer: Warum Julian Reichelt gehen musste, Spiegel Online.